# Celtic Interconnector
Le Celtic Interconnector est une ligne sous-marine CCHT, devant relier vers 2027 les réseaux électrique français et Irlandais, entre La Martyre (département du Finistère) et Knockraha (en) près de Cork. Les porteurs du projet sont les gestionnaires de réseau des deux pays : RTE et EirGrid (en). 

## Caractéristiques
Chiffrée initialement à environ un milliard d'euros, cette ligne, transportant l'électricité en courant continu, aurait une capacité de 700 MW et une longueur de 575 km, dont 500 en sous-marin. Elle traverserait la Mer Celtique via les eaux britanniques,.

## But du projet

Les différents réseaux électriques d'Europe.

Liaisons sous-marines électriques HVDC en Europe (à l'exception des lignes de faible puissance). Légende :,,.

Celtic Interconnector relie le réseau synchrone d'Irlande (en) au réseau synchrone d'Europe continentale.
S'intégrant à la politique européenne d'interconnexion des réseaux électriques, le projet a reçu une subvention de l'Union européenne, votée le 17 février 2017, de 4 millions d'euros pour les études préliminaires. Les interconnexions apportent de
nombreux bénéfices aux consommateurs d’électricité : elles facilitent le développement des échanges commerciaux d’électricité qui réduisent les tensions sur les coûts de l’électricité ; elles améliorent la sécurité d’alimentation grâce à des fournitures en énergie supplémentaires et une diversification de ces fournitures ; elles réduisent les émissions de gaz à effet de serre en facilitant le développement des sources d’énergies renouvelables, en particulier des sources variables telles que le vent.
Pour l'Irlande, le but est aussi d'être reliée directement au réseau européen continental sans être tributaire du Royaume-Uni dans la perspective post-Brexit.
Le développement des énergies renouvelables intermittentes conduit au renforcement des interconnexions européennes.
L'Irlande a besoin d'électricité pour ses data centers, dont la consommation d'électricité croît fortement : 6,3 TWh en 2023. L'importation d'électricité bas-carbone du continent est donc souhaitable.

## Déroulement
Les gestionnaires de réseaux de transport français et irlandais, RTE et Eirgrid, signent le 3 décembre 2019 un accord avec la Commission européenne : ils recevront une subvention de 530 millions € pour le projet, dont le coût total est alors évalué à 930 millions € ; RTE financera 35 % du coût restant et l'Irlande 65 %. Le câble sous-marin d'une longueur de 575 km entre Cork et Landerneau aura une capacité de 700 MW.
Une enquête publique sur le projet se déroule de décembre 2021 jusqu'au 11 janvier 2022 dans le département du Finistère. Les appels d'offres pour les travaux ont été publiés ; les travaux de réalisation de la ligne vont démarrer fin 2022 ou début 2023 pour une mise en service alors prévue en 2027.
En novembre 2022 l'accord technique et financier est signé avec un coût prévisionnel réévalué à 1,48 milliard €, contre 930 millions € en 2019, auxquels s'ajoutent 141 millions € de provisions pour risques. La mise en service est annoncée pour 2026,.